# (3473) Sapporo
(3473) Sapporo es un asteroide perteneciente al cinturón de asteroides, descubierto el 7 de marzo de 1924 por Karl Wilhelm Reinmuth desde el Observatorio de Heidelberg-Königstuhl, Alemania.

## Designación y nombre
Designado provisionalmente como A924 EG. Fue nombrado Sapporo en homenaje a Sapporo ciudad de Japón.